# الجوهر المنظم في زيارة القبر المكرم
الجوهر المنظم في زيارة القبر الشريف النبوي المكرم للإمام ابن حجر الهيتمي المكي (ت 974هـ)، كتاب فقهي يلقي نظرة على موضوع شد الرحال لزيارة قبر النبي محمد، وما يتعلق بالزيارة من آداب وفضائل.

## سبب تصنيف الكتاب
يقول ابن حجر الهيتمي في مقدمة الكتاب:

## أقسام الكتاب
- مقدمة في آداب السفر
- الفصل الأول: في مشروعية زيارة قبر النبي صلَّى الله عليه وسلَّم
- الفصل الثاني: في فضائل الزيارة وفوائدها
- الفصل الثالث: في التحذير من ترك زيارته
- الفصل الرابع: في بيان الأفضل للحاج هل هو تقديم الزيارة أو الحج
- الفصل الخامس: فيما يتأكد على الزائر في طريقة فعله
- الفصل السادس: فيما يسن له فعله من حين دخوله المدينة الشريفة
- الفصل السابع: فيما ينبغي للزائر فعله من حين دخوله المسجد النبوي
- الفصل الثامن: في آدابه بعد خروجه من المسجد الشريف
- خاتمة: في آدابه أي الزائر في أمرين آخرين